# Смаглюк Андрій Миколайович
Андрій Миколайович Смаглюк (нар. 14 жовтня 1984, Рудка, УРСР) — український учитель та політик. Член партії ВО «Свобода». Депутат (2010) та голова (2014—2015) Кременецької районної ради. Голова Кременецької міської громади (з 26 листопада 2020).

## Життєпис
Андрій Смаглюк народився 14 жовтня 1984 року у селі Рудках, нині Кременецької громади Кременецького району Тернопільської области України.
Закінчив фізикоматематичний факультет Рівненського державного гуманітарного університету (2005). Працював учителем фізики Кременецького ПТУ (2004—2014), директором Кременецької загальноосвітньої школи № 5 (2015—2020).